# 제러미 래치퍼드

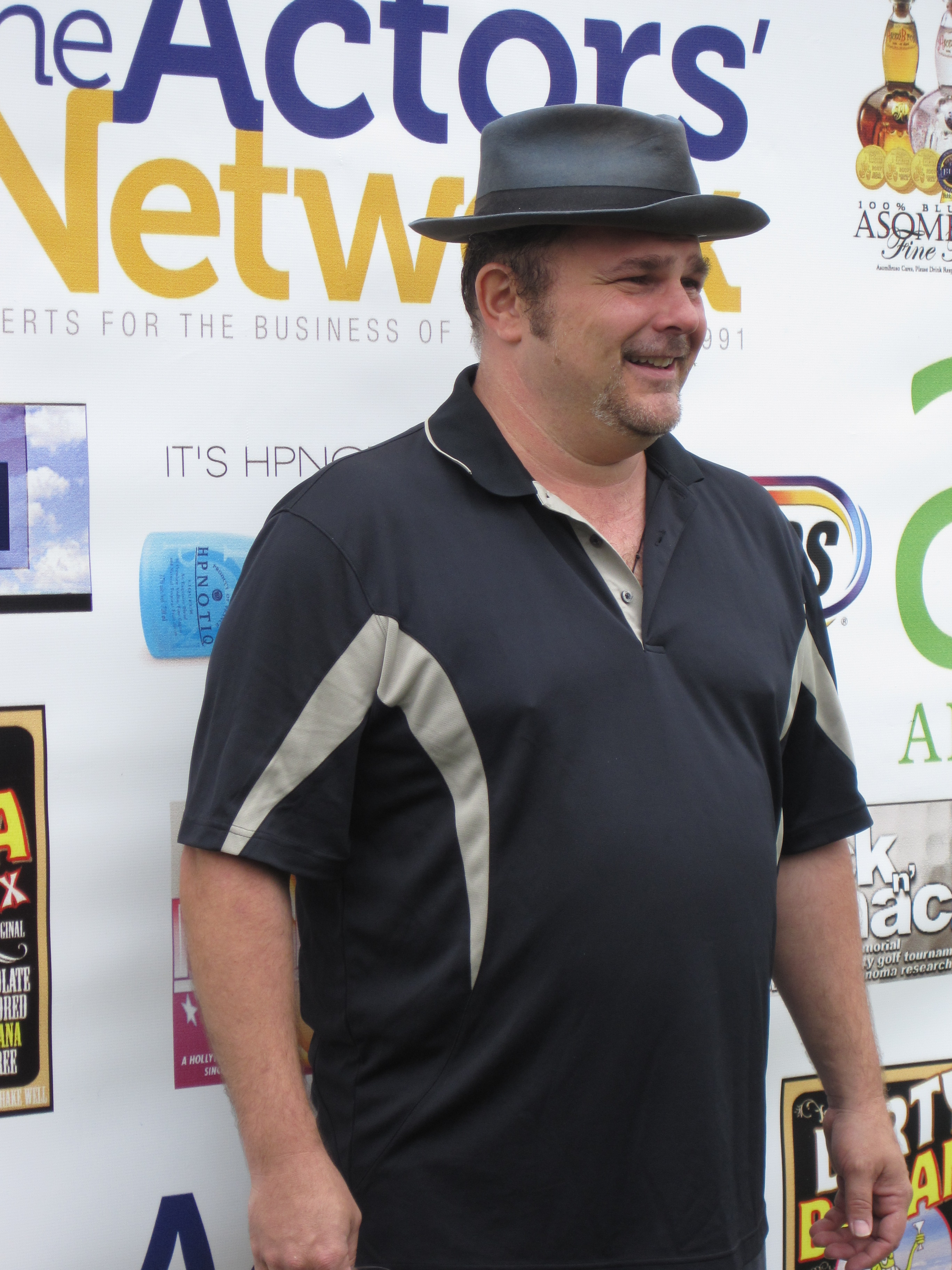

제러미 래치퍼드(Jeremy Ratchford, 1965년 8월 6일 ~ )는 캐나다의 배우이다. 온타리오주 키치너에서 태어났다.

## 출연 작품
- 스몰 타운 크라임 (2017년)
- 데스 밸리 (2014년)
- 더 뉴 리퍼블릭 (2011년)
- 원 앵그리 주러 (2010년) - 돈 역
- 레더헤즈 (2008년)
- 인베이드 (1998년)
- 피스키퍼 (1997년)
- 문샤인 하이웨이 (1996년)
- 아름다운 비행 (1996년)
- 스투피드 (1996년)
- 불멸의 카우보이 (1995년)
- 머니 게임 (1995년)
- 마피아 가티 (1994년)
- 용서받지 못한 자 (1992년) - 앤디 러셀 의원 역
- 졸업 파티 3 - 최후의 키스 (1990년)
- 영 어게인 (1986년)
- 나이트 히트 (1985년)

### 텔레비전
- 엑스맨 (1992-96) - 목소리
- 더 프랙티스 (1997, 2002)
- 뱀파이어 해결사 (1998)
- JAG (1999)
- 시티 레인져 (1999)
- CSI: 과학수사대 (2002)
- 뉴욕경찰 24시 (2002)
- 콜드 케이스 (2003-10) - 닉 비라 역
- 셰임리스 (2011)
- 하와이 파이브-0 (2011)
- 필라델피아는 언제나 맑음 (2012)
- 멘탈리스트 (2015)
- 본즈 (2015)
- 롱마이어 (2015)
- NCIS (2015)
- 워커홀릭스 (2016)
- 시카고 PD (2016)
- NCIS: 뉴올리언스 (2017)
- 크리미널 마인드: 국제범죄수사팀 (2017)
- 테이큰 (2018)